# Banana Kong
Banana Kong è un videogioco del genere endless runner, sviluppato da FDG Entertainment per Android e iOS. È stato pubblicato il 24 gennaio 2013. Nel gioco, il giocatore controlla un gorilla che fugge da un'ondata infinita di bucce di banana.

## Modalità di gioco
In Banana Kong il giocatore controlla un gorilla che fugge da un'ondata di bucce di banana. I controlli si effettuano toccando lo schermo del dispositivo per saltare. La raccolta delle banane riempie un indicatore di energia. Quando l'indicatore è pieno, il personaggio può accelerare con un movimento verso destra, permettendo al gorilla di sfuggire al tsunami e distruggere alcuni ostacoli.
La zona principale è la giungla, ma si possono esplorare altre aree come caverne, oceani, spiagge e cime degli alberi, ognuna con un animale alleato: tucano, cinghiale, tartaruga, serpente o giraffa.
L'obiettivo è avanzare il più possibile evitando ostacoli. Se il giocatore viene colpito dall'ondata o si scontra con un ostacolo, la partita termina. Con il progredire del gioco, il ritmo aumenta, rendendo la sfida più difficile. Le banane raccolte possono essere utilizzate per acquistare potenziamenti, utili a correre più a lungo e a completare missioni che si sbloccano in una o più partite.

## Accoglienza
Il gioco ha ricevuto valutazioni complessive positive, con un punteggio medio di 4,4 su Google Play.
Banana Kong ha ricevuto recensioni generalmente positive dalla critica. Nadia Oxford di Gamezebo ha elogiato il gioco, definendolo "incredibilmente coinvolgente, immediatamente accessibile e divertente ogni volta che lo si prende in mano". Justin Davis di IGN è stato più critico, notando la sua presentazione "carina" e i "controlli facili da padroneggiare", ma definendolo "niente di speciale" rispetto ad altri giochi endless running.

## Seguito
Il sequel, Banana Kong 2, è stato pubblicato per dispositivi Android e iOS il 12 luglio 2022. Questo seguito presenta una grafica migliorata, passando dal 2D al 3D. Inoltre, include nuovi personaggi animali, eventi e mappe, arricchendo ulteriormente l'esperienza di gioco.